# 東京ホテルビジネス専門学校
東京ホテルビジネス専門学校（とうきょう-せんもんがっこう、英語:Tokyo Hotel Business College）は、東京都豊島区南池袋1-13-13にあった専修学校。学校の略称はTHC(てぃーえいちしー)。ホテル、ブライダル、美容業界への就職を希望する社会人や大学・短大の卒業者・在学者、および高等学校卒業者を対象に実習主体の専門教育を行うホテルやヘアメイク指導に特化した学校であった。学校法人食糧学院の学院改革の統合構想の一環として、平成26(2014)年3月末日で閉校した。

## 概要
ホテル、アパレル、ヘアメイク業界を担う人材を養成するため昼間2年制の総合ビジネス科が設置され、ホテルコース、ブライダルプロデュースコース、ヘアメイクコースが開設されている。また、平成25(2013)年4月から昼間1年制の総合サービスビジネス科ホテル・レストランBAR・ブライダル就職コース、ブライダルメイクコースが設置される。1年間で就職を目指すことを主眼にしているため、業界・企業研究、就職支援(応募書類作成指導、面接練習)の就職対策関連の授業が毎日開講されている。また、入学者に対し「プレカレッジ制度」を設け入学前からの就職支援活動を行っている。卒業後は外資系ホテルを中心に、結婚式場、ドレスショップ、レストランをはじめ、アパレル、ジュエリーショップ、美容関連等広くサービス業界に進んでいる。

## 学科編成
平成25(2013)年4月より学科の新設が行われ以下のような変更される。
- 昼間部（1年制）
  - 総合サービスビジネス科
    - ホテルコース
    - レストランBAR就職コース
    - ブライダルプロデュースコース
    - ブライダルメイクコース
    - ヘアメイクコース

## 受賞歴
社団法人日本ホテル・レストランサービス技能協会主催のHRSサービスコンテストにおいてカレッジ部門金賞（平成22年度、24年度）を受賞し同コンクール史上初の二冠を達成している。

## 所在地
- 東京都豊島区南池袋1-13-13